# النادي العربي لكرة اليد (الأردن)
النادي العربي هو نادي أردني مقره في محافظة إربد وهو من أوائل أندية كرة اليد الأردنية، ويعتبر من الاندية العريقة وقدم طوال عقود لاعبين ومدربين للمنتخبات الأردنية.

## بطولات فريق كرة اليد
يعد النادي العربي من الفرق المنافسة على البطولات رغم الغياب الطويل والابتعاد عن منصات التتويج في جعبته (9 القاب) الدوري الأردني لكرة اليد، غاب العربي سنوات طويلة عن التتويج ومن موسم 1992 لغاية الآن، يعتبر النادي العربي أحد الروافد للمنتخبات في الأردن.

## سجل البطولات
| البطولة              | عدد القاب الفريق | المواسم |
| -------------------- | ---------------- | ------- |
| كأس الأردن لكرة اليد | 1                | 2019    |

| النادي | عدد القاب الفريق | المواسم                                                      |
| ------ | ---------------- | ------------------------------------------------------------ |
| العربي | 9                | 1984 , 1985 , 1986 , 1987 , 1988 , 1989 , 1990 , 1991 , 1992 |